# Красный Бор (Калужская область)
Красный Бор — деревня в Куйбышевском районе Калужской области России. Входит в состав сельского поселения «Деревня Высокое».
Деревня была основана не позже 1782 года. Называлась она Красноборье и располагалась возле Рославского тракта на обеих берегах ручья Радымка (Рядошка), который впадает в реку Снопот.
Деревня Красноборье первоначально была расположена в Серпейском уезде. Серпейский уезд практически все время своего существования с 1503 года входил в состав Смоленского воеводства и позже губернии. Лишь в 1719 году уезд отнесен к Калужской провинции и позже наместничества с 1777 года по 1796 года. В 1797 году наместничество было преобразовано в Калужскую губернию, а Серпейский уезд был разделен между Мещовским, Мосальским и Жиздринским уездами. Красноборье оказалось на территории Жиздринского уезда Калужской губернии.
Жиздринский уезд, как и все уезды Калужской губернии был разделен на станы. Красноборье оказалось в 1 стане уезда.
На 15 февраля 1806 года в деревне Красный Бор (бывшее Красноборье) было 15 дворов, 86 мужчин.
В Отечественую войну 1812 года пятеро крестьян деревни под руководством владельца Алексея Семеновича Лесли участвовали в ополчении Калужской губернии. Численность населения деревни Красный Бор составляла 96 мужчин.
В Списках населенных мест Российской империи от 1859-1863 годов деревня  Красный Бор и состоит из 28 дворов. Расстояние от города 77 верст, от волостного правления 16 верст. Число жителей: мужчин 107, женщин 109.
К 1897 году деревня Красный Бор разрастается. Построены дома за ручьем – Заречье и школа от Министерства просвещения. И если в 1859-1863 годах население составляет 216 мужчин и женщин, то 1897 году уже 601 мужчин и женщин. Из них мещан 1 двор (4-4) (первая цифра в скобках количество мужчин, вторая женщин), крестьян 71 двор (284-309).

## География
Деревня находится в юго-западной части Калужской области, в зоне хвойно-широколиственных лесов, в пределах Барятинско-Сухиничской равнины, на левом берегу ручья Радымка, на расстоянии примерно 13 километров (по прямой) к западу от посёлка Бетлица, административного центра района. Абсолютная высота — 187 метров над уровнем моря.

### Климат
Климат характеризуется как умеренно континентальный, с тёплым летом и умеренно холодной снежной зимой. Среднегодовая многолетняя температура воздуха составляет 3,9 °С. Средняя температура воздуха самого тёплого месяца (июля) — 18 — 18,5 °C (абсолютный максимум — 38 °C); самого холодного (января) — −10,5 — −9,5 °C (абсолютный минимум — −46 °C). Безморозный период длится в среднем 141 день. Среднегодовое количество атмосферных осадков составляет 610—620 мм, из которых большая часть выпадает в тёплый период. Снежный покров держится в течение 130—140 дней.

### Часовой пояс
Деревня Красный Бор, как и вся Калужская область, находится в часовой зоне МСК (московское время). Смещение применяемого времени относительно UTC составляет +3:00.

## Население
| 2002 | 2010 |
| ---- | ---- |
| 23   | ↘3   |

### Половой состав
По данным Всероссийской переписи населения 2010 года в гендерной структуре населения мужчины составляли 66,7 %, женщины — соответственно 33,3 %.

### Национальный состав
Согласно результатам переписи 2002 года, в национальной структуре населения русские составляли 96 %.